# Горна махала (община Валандово)
Горна махала (на македонска литературна норма: Горна Маала) е село в община Валандово.

## География
Селото се намира в южните склонове на Плавуш, северозападно от Валандово. На практика е Горната махала на Калъчково (Йосифово).

## История
Селото се води като отделно селище от 2014 година.